# Укшозеро (озеро, Пудожский район)
Укшозеро (Укшезеро, Укша) — пресноводное озеро на территории Пяльмского сельского поселения Пудожского района Республики Карелии. Исток Укши.

## Общие сведения
Площадь озера — 7,2 км², площадь водосборного бассейна — 92,8 км². Располагается на высоте 154 метра над уровнем моря.
Котловина ледникового происхождения.
Форма озера лопастная, продолговатая: оно вытянуто с северо-запада на юго-восток. Берега каменисто-песчаные, местами заболоченные.
Из юго-восточной оконечности озера вытекает река Укша, впадающая в Келкозеро, из которого берёт начало река Келка, впадающая, в свою очередь, в Водлозеро.
С севера в Укшозеро впадает река Нава, несущая воды озёр Буче-Ланда и Немозера.
На озере расположены три острова общей площадью 0,02 км².
Рыба: щука, плотва, окунь, налим, ёрш.
К северу от озера проходит лесовозная дорога.
Населённые пункты вблизи водоёма отсутствуют.
Код объекта в государственном водном реестре — 01040100411102000019083.